# ایان دان
ایان دان (انگلیسی: Iain Dunn؛ زادهٔ ۱ آوریل ۱۹۷۰) بازیکن فوتبال اهل بریتانیا است.
از باشگاه‌هایی که در آن بازی کرده‌است می‌توان به باشگاه فوتبال یورک سیتی، باشگاه فوتبال پیتربورو یونایتد، باشگاه فوتبال اسکانتورپ یونایتد، باشگاه فوتبال چسترفیلد، و باشگاه فوتبال هادرزفیلد تاون اشاره کرد.